# The Sacramento Bee
The Sacramento Bee è un quotidiano statunitense pubblicato a Sacramento nel 1857.
Il giornale è la nave ammiraglia del gruppo editoriale The McClatchy Company ed è il quinto giornale più diffuso della California e il 27esimo negli Stati Uniti. È distribuito nell'alta valle del Sacramento: a sud fino a Stockton, a nord fino al confine con l'Oregon, a est fino a Reno, in Nevada, e a ovest fino alla baia di San Francisco.

## Storia
Il giornale uscì inizialmente con il nome The Daily Bee. Nel suo primo numero, il 3 febbraio 1857, l'editore annunciava con orgoglio che "l'oggetto di questo giornale non è solo l'indipendenza, ma la permanenza". A quel tempo, il principale concorrente era il Sacramento Union, un giornale fondato nel 1851. Sebbene The Bee abbia presto superato l'Union in popolarità, quest'ultimo è sopravvissuto fino alla sua chiusura nel 1994, lasciando così al The Sacramento Bee il titolo di testata più longeva nella storia della città.
Il primo editore di The Sacramento Bee è stato John Rollin Ridge, ma già alla fine della prima settimana di pubblicazione era stato rimpiazzato da James McClatchy. Sempre entro una settimana dalla sua creazione, The Bee ha scoperto uno scandalo statale che ha portato all'impeachment del tesoriere dello stato della California di Henry Bates.

### XXI secolo
Il 13 marzo 2006, The McClatchy Company ha annunciato il suo accordo per l'acquisizione di Knight Ridder, la seconda più grande catena di quotidiani degli Stati Uniti. Con una spesa di 4,5 miliardi di dollari in contanti e azioni McClatchy si è garantito l'acquisto di 32 quotidiani in 29 mercati, con una tiratura totale di 3,3 milioni di copie.
Il 3 febbraio 2007 il giornale ha celebrato il suo 150º anniversario e una copia del primo numero è stata allegata in ogni giornale. Il 4 febbraio 2007 è stata inclusa una sezione di 120 pagine sulla storia del quotidiano dalla sua fondazione ad oggi. Nel 2008, The Sacramento Bee ha ridisegnato e cambiato il suo layout.

## Premi
Nel corso della sua storia secolare il Bee ha vinto sei Premi Pulitzer.